# Fani (Mali)
Pour les articles homonymes, voir Fani.
Fani est une commune du Mali, dans le cercle de Bla et la région de Ségou.